# Kirgistan na Zimowych Igrzyskach Olimpijskich 1998
Kirgistan na Zimowych Igrzyskach Olimpijskich 1998 reprezentował jeden zawodnik - biathlonista Aleksandr Tropnikow.

## Biathlon
- Aleksandr Tropnikow (sprint na 10 km - 65. miejsce, bieg na 20 km - 36. miejsce)